# Yishuv

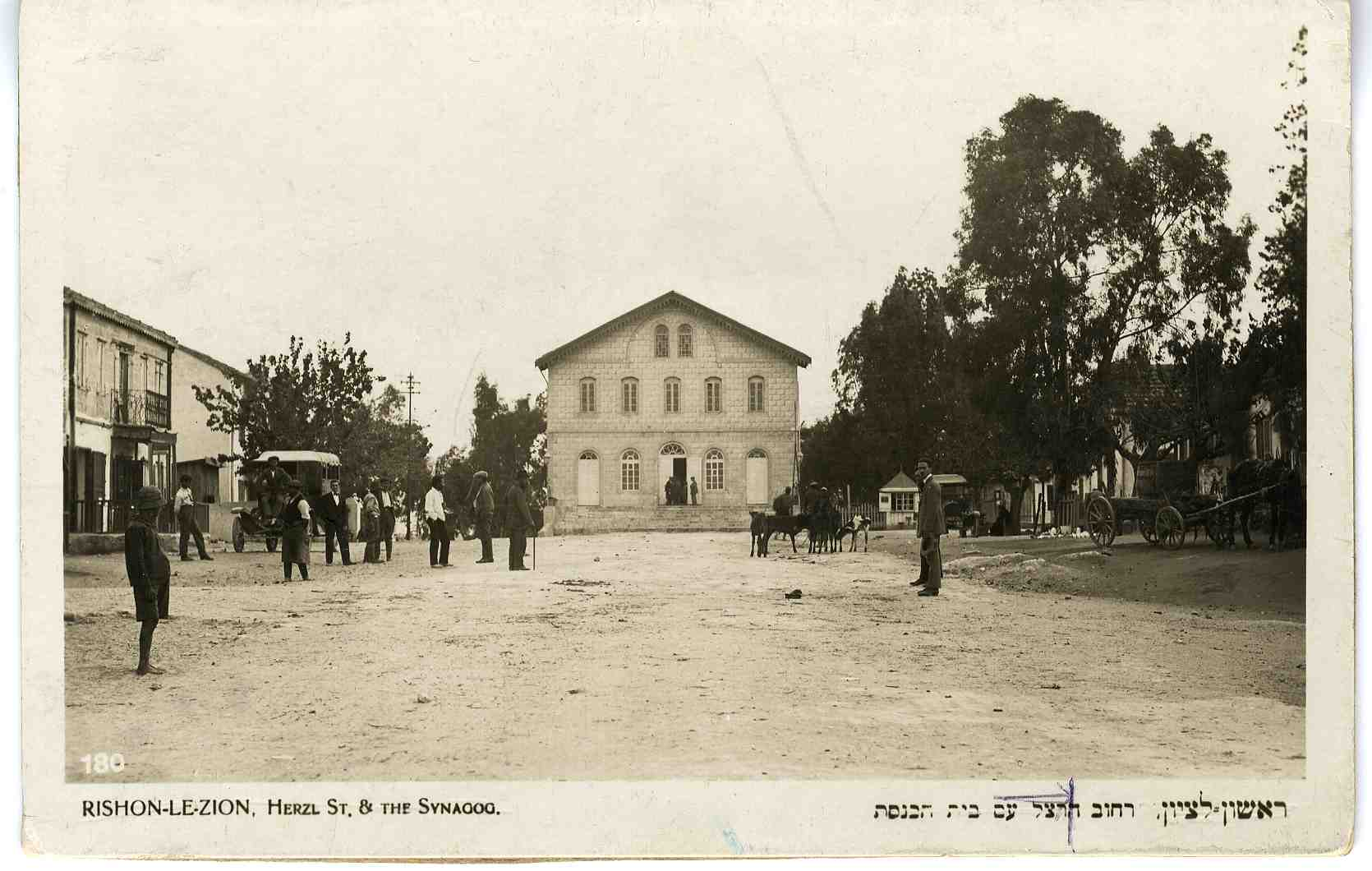
Yishuv judío en Rishon LeZion, 1882

Yishuv (hebreo: ישוב, literalmente "asentamiento"), Ha-Yishuv (hebreo: הישוב, el Yishuv), o Ha-Yishuv Ha-Ivri (hebreo: הישוב העברי, el hebreo Yishuv) es el cuerpo de residentes judíos en la Tierra de Israel (correspondiente a la parte sur de la Siria otomana hasta 1917, OETA Sur 1917-1920, y Mandato británico de Palestina 1920-1948) antes del establecimiento del Estado de Israel en 1948. El término entró en uso en la década de 1880, cuando había alrededor de 25.000 judíos viviendo en toda la Tierra de Israel y continuó usándose hasta 1948, momento en el que había unos 630.000 judíos allí.
El término todavía está en uso para denotar a los residentes judíos anteriores a 1948 en la Tierra de Israel.
A veces se hace una distinción entre el Viejo Yishuv y el Nuevo Yishuv. El Viejo Yishuv se refiere a todos los judíos que vivían en la Tierra de Israel antes de la primera ola de inmigración sionista (aliá) de 1882, y a sus descendientes que mantuvieron la antigua forma de vida no sionista hasta 1948. 
Los residentes del Antiguo Yishuv eran judíos religiosos, que vivían principalmente en Jerusalén, Safed, Tiberíades y Hebrón. Había comunidades más pequeñas en Jaffa, Haifa, Peki'in, Acre, Nablus, Shefa-'Amr, y hasta 1779 en Gaza. 
En los últimos siglos antes del sionismo moderno, una gran parte del Viejo Yishuv pasó su tiempo estudiando la Torá y vivió de la caridad (halukka), donada por judíos en la diáspora.  
El término Nuevo Yishuv se refiere a aquellos que adoptaron un nuevo enfoque, basado en la independencia económica y varias ideologías nacionales, en lugar de razones estrictamente religiosas para establecerse en la "Tierra Santa". 
Los precursores ya comenzaron a construir casas fuera de las murallas de la ciudad vieja de Jerusalén en la década de 1860, seguidos en 1878 por los fundadores de la ciudad de Petaj Tikva, y se pusieron en marcha con la Primera Aliá de 1882, seguida de la fundación de barrios y aldeas hasta el establecimiento del Estado de Israel en 1948.